# Doratifera quadriguttata
Espèce
Synonymes
- Anapaea quadriguttata Walker, 1855[1]
- Doratifera unicolora Swinhoe, 1902[1]
- Doratiophora lewini Scott, 1864[1]

Doratifera quadriguttata est une espèce de lépidoptères (papillons) de la famille des Limacodidae et qui se rencontre en Australie.

## Description
Doratifera quadriguttata a une envergure de 30 mm environ. Sa chenille vit sur les eucalyptus.

## Galerie

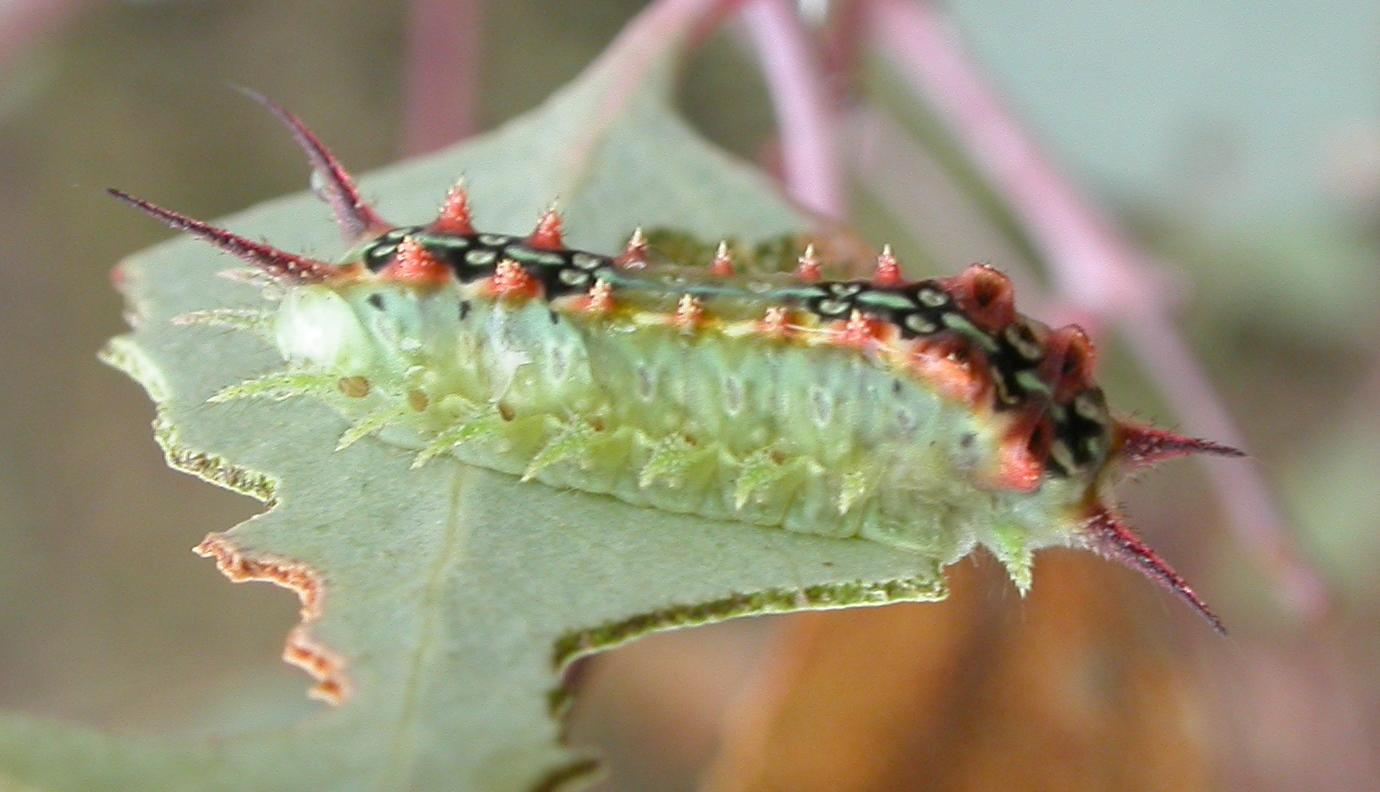
Chenille.